# Lijst van personen overleden in augustus 2013
Dit is een lijst van bekende personen die overleden zijn in augustus 2013.

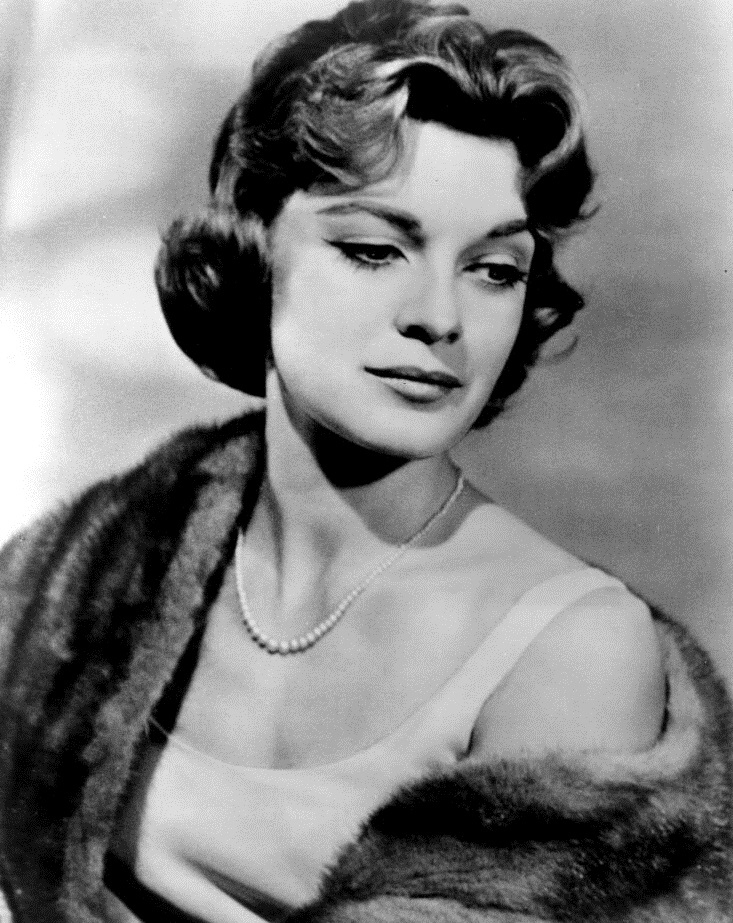
Gail Kobe
1 augustus

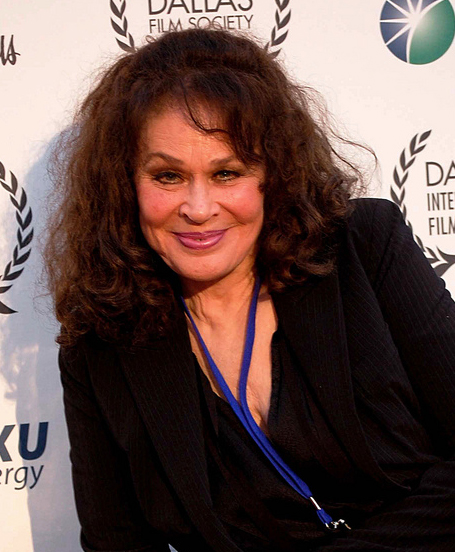
Karen Black
8 augustus

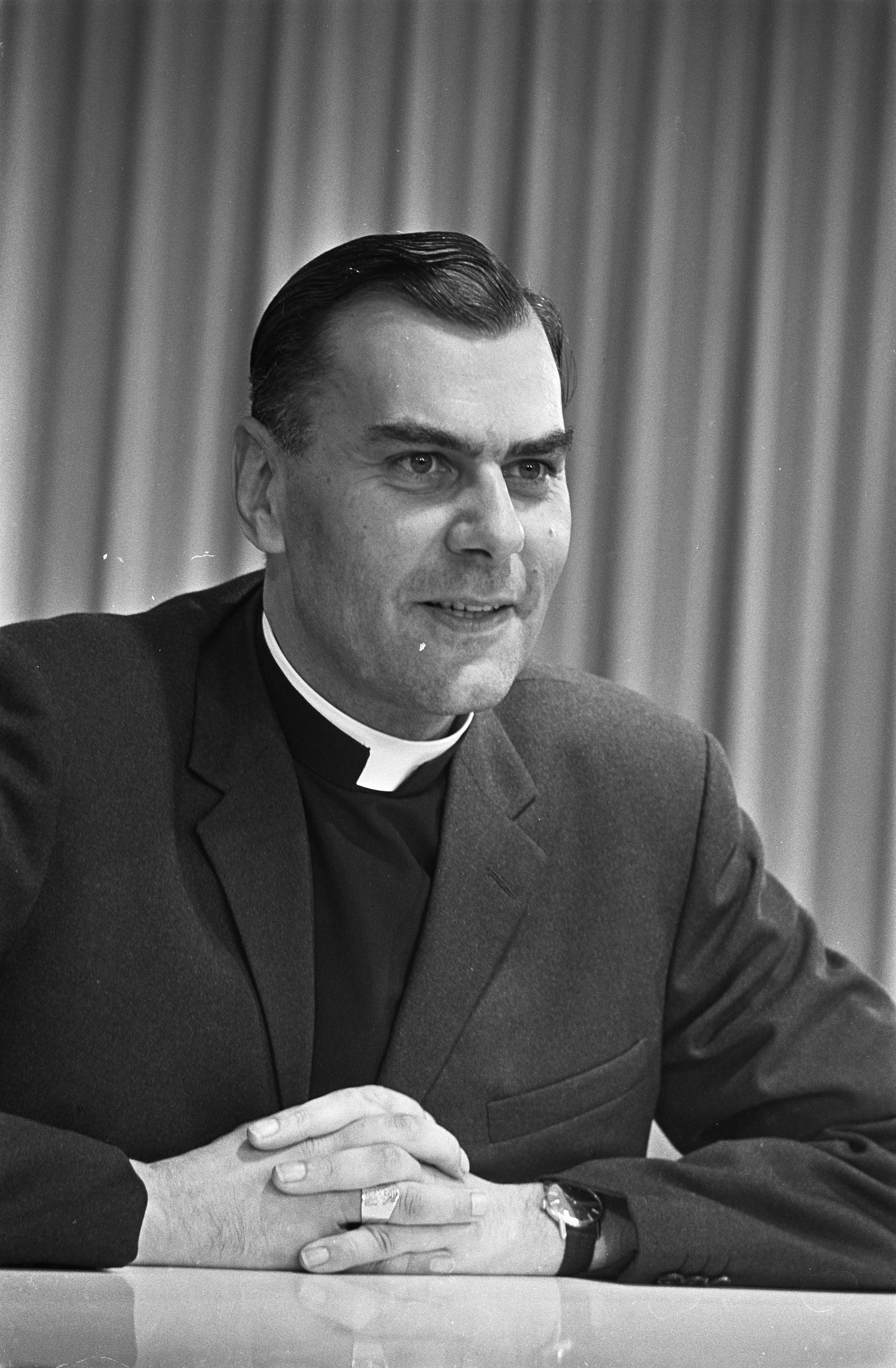
Johannes Bluyssen
8 augustus

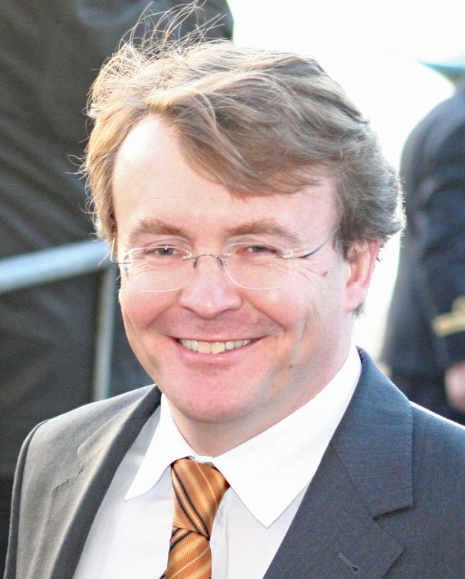
Friso van Oranje-Nassau van Amsberg
12 augustus

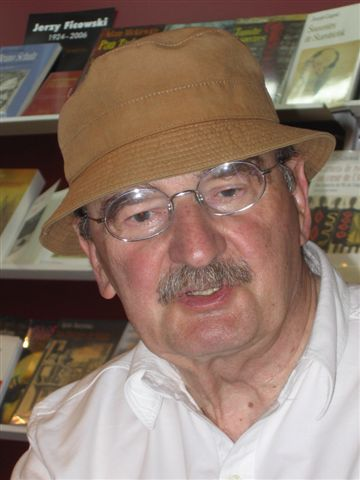
Sławomir Mrożek
15 augustus

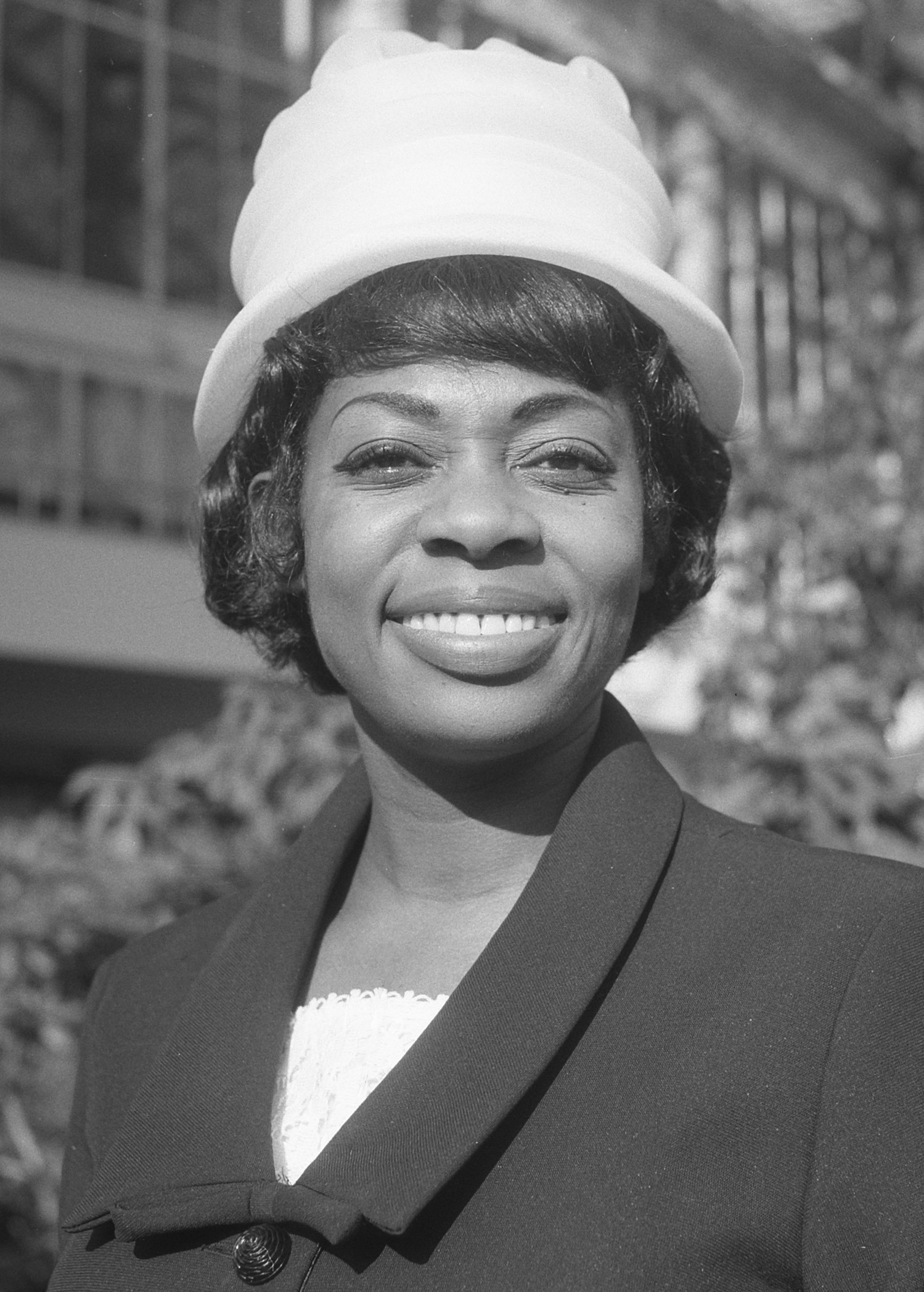
Donna Hightower
19 augustus

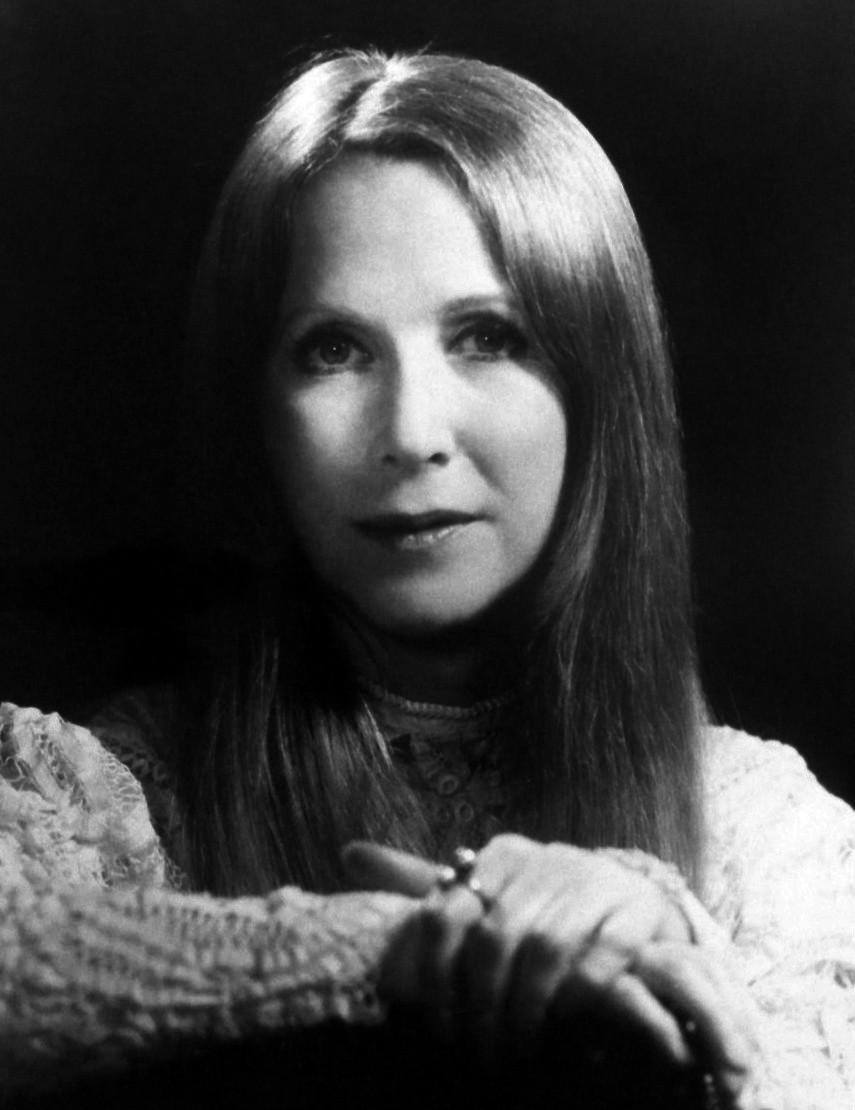
Julie Harris
24 augustus

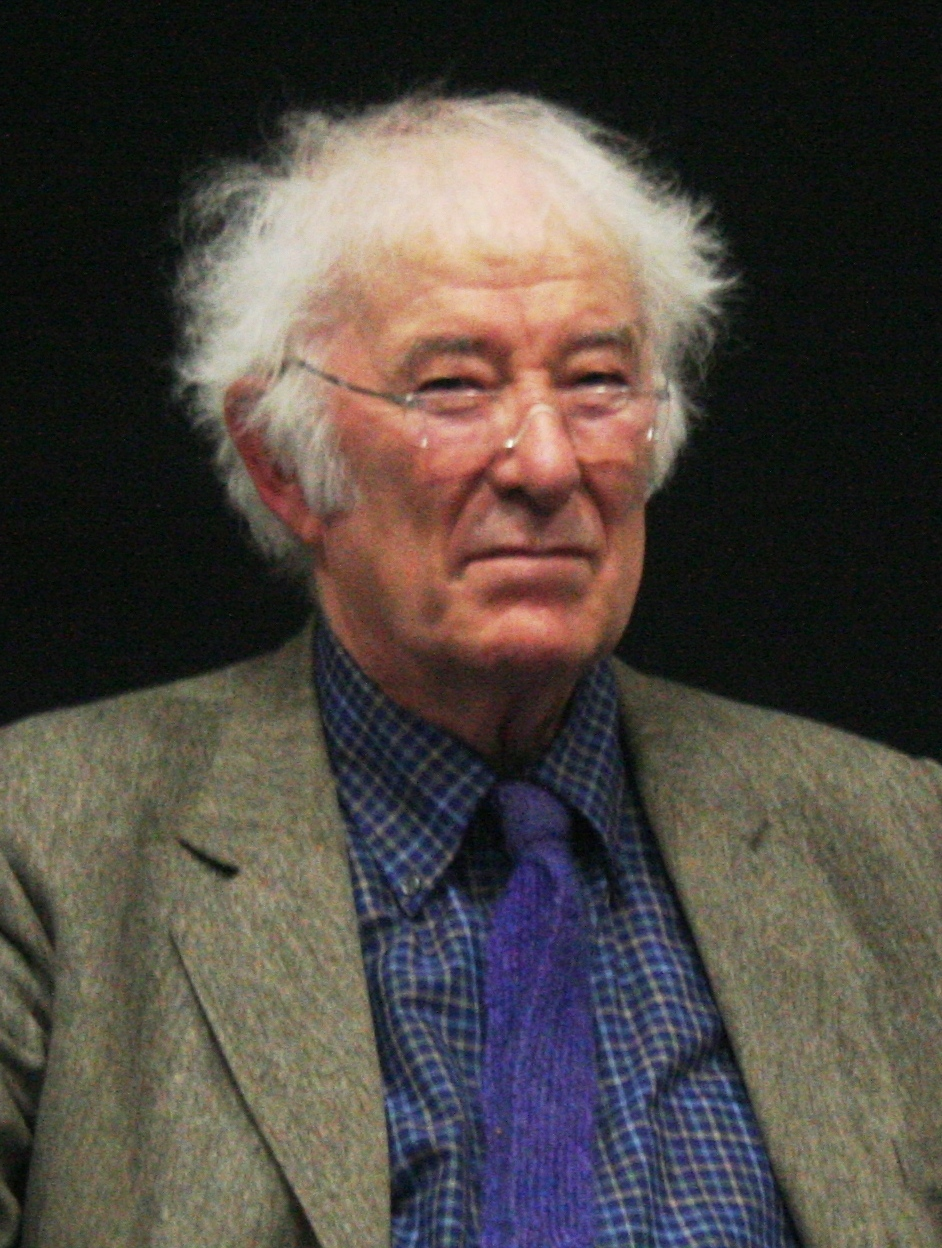
Seamus Heaney
30 augustus

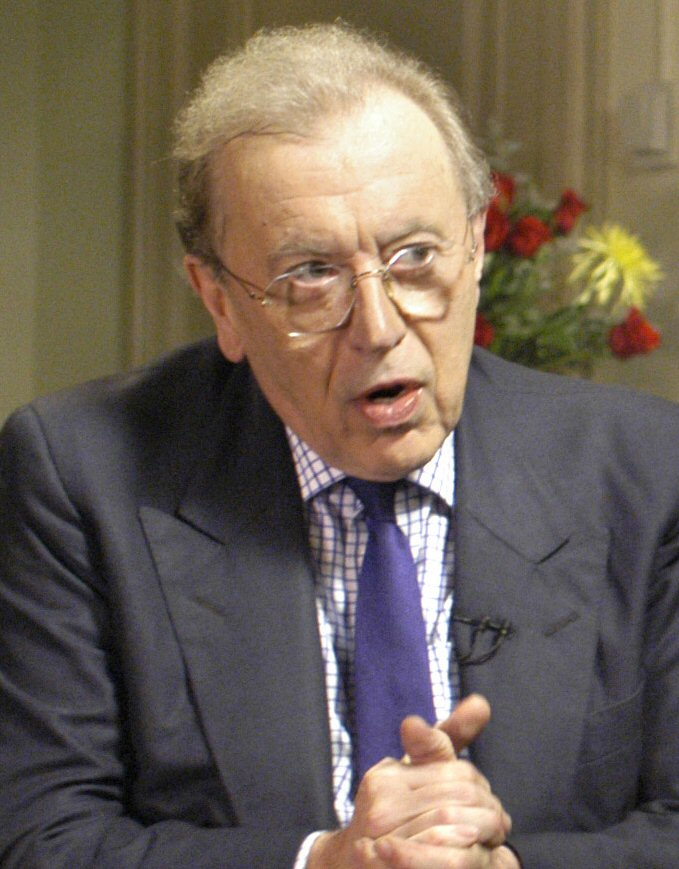
David Frost
31 augustus

| 1 | 2 | 3 | 4 | 5 | 6 | 7 | 8 | 9 | 10 | 11 | 12 | 13 | 14 | 15 | 16 | 17 | 18 | 19 | 20 | 21 | 22 | 23 | 24 | 25 | 26 | 27 | 28 | 29 | 30 | 31 |
| - | - | - | - | - | - | - | - | - | -- | -- | -- | -- | -- | -- | -- | -- | -- | -- | -- | -- | -- | -- | -- | -- | -- | -- | -- | -- | -- | -- |

### 1 augustus
- Gail Kobe (82), Amerikaans actrice[1]
- Colin McAdam (61), Schots voetballer[2]

### 2 augustus
- Barbara Trentham (68), Amerikaans actrice en model[3]

### 4 augustus
- Wout van Liempt (95), Nederlands impresario[4]

### 5 augustus
- Malcolm Barrass (88), Brits voetballer[5]
- George Duke (67), Amerikaans componist en toetsenist[6]
- Sandy Woodward (81), Brits militair[7]

### 6 augustus
- Dino Ballacci (89), Italiaans voetballer en voetbaltrainer[8]
- Selçuk Yula (53), Turks voetballer[9]

### 8 augustus
- Karen Black (74), Amerikaans actrice, zangeres en scenarioschrijfster[10]
- Johannes Bluyssen (87), Nederlands bisschop[11]
- Jack Clement (82), Amerikaans producer en songwriter[12]

### 9 augustus
- Albert Moens (61), Nederlands burgemeester[13]
- Phill Nixon (57), Brits darter[14]

### 10 augustus
- László Csatáry (98), Hongaars oorlogsmisdadiger[15]
- Eydie Gormé (84), Amerikaans zangeres[16]
- Haji (67), Canadees-Amerikaans actrice en danseres[17]
- Dirk Lauwaert (69), Belgisch schrijver[18]

### 11 augustus
- Raymond Delisle (70), Frans wielrenner[19]

### 12 augustus
- Friso van Oranje-Nassau van Amsberg (44), lid van de Nederlands koninklijke familie[20]
- Henny ter Weer (91), Nederlands schermer[21]

### 13 augustus
- Lothar Bisky (71), Duits politicus[22]
- Bert de Jong (56), Nederlands autorallyracer[23]
- Tompall Glaser (79), Amerikaans countryzanger en songwriter[24]
- Jean Vincent (82), Frans voetballer en voetbaltrainer[25]

### 14 augustus
- Lisa Robin Kelly (43), Amerikaans actrice[26]

### 15 augustus
- Behn Cervantes (74), Filipijns acteur en regisseur[27]
- Jane Harvey (88), Amerikaans jazzzangeres[28]
- Sławomir Mrożek (83), Pools schrijver[29]
- Jacques Vergès (88), Frans-Vietnamees advocaat[30]

### 16 augustus
- Jan Pieter Glerum (70), Nederlands veilingmeester en televisiepresentator[31]
- Frans Moeyersoon (88), Belgisch burgemeester[32]

### 17 augustus
- Theo Van Speybroeck (82), Belgisch politicus[33]
- Gus Winckel (100), Nederlands gevechtspiloot en oorlogsheld[34]
- Balt de Winter (87), Nederlands burgemeester[35]

### 18 augustus
- Florin Cioabă (58), Roemeens Romaleider[36]
- Dezső Gyarmati (85), Hongaars waterpolospeler en -coach[37]

### 19 augustus
- Dieuwke Abma-ter Horst (87), Nederlands beeldhouwster[38]
- Romeo Candazo (61), Filipijns politicus en mensenrechtenadvocaat[39]
- Donna Hightower (86), Amerikaans zangeres[40]
- Mirko Kovač (74), Montenegrijns schrijver[41]
- Cedar Walton (79), Amerikaans jazzpianist[42]
- Lee Thompson Young (29), Amerikaans acteur[43]

### 20 augustus
- Baukje Jongsma (86), Nederlands atlete[44]
- Elmore Leonard (87), Amerikaans scenarist en schrijver[45]
- Ted Post (95), Amerikaans film- en televisieregisseur[46]
- Costică Ștefănescu (62), Roemeens voetballer en voetbaltrainer[47]

### 21 augustus
- Fred Martin (84), Schots voetballer[48]

### 22 augustus
- Jetty Paerl (92), Nederlands zangeres[49]
- Andrea Servi (29), Italiaans voetballer[50]

### 23 augustus
- Piet Balfoort (79), Belgisch acteur[51]
- Cootje van Beukering-Dijk (71), Nederlands burgemeester[52]
- David Garrick (68), Brits zanger[53]
- Tonnie Hom (80), Nederlands zwemster[54]
- Rudy Monk (77), Antilliaans gewichtheffer[55]

### 24 augustus
- Julie Harris (87), Amerikaans actrice[56]
- Nílton De Sordi (82), Braziliaans voetballer[57]

### 25 augustus
- Piet Libregts (83), Nederlands wielercoach[58]
- Gilmar (83), Braziliaans voetbaldoelman[57]

### 26 augustus
- Ronald Gerritse (61), Nederlands ambtenaar[59]
- Henny Knoet (71), Nederlands ontwerper[60]
- John Kuipers (76), Nederlands acteur, danser en choreograaf[61]
- Gerard Murphy (64), Brits acteur[62]

### 27 augustus
- Anatoli Onoprienko (54), Oekraïens seriemoordenaar[63]
- Dave Thomas (79), Brits golfprofessional en golfbaandesigner[64]

### 28 augustus
- László Gyetvai (94), Hongaars voetballer[65]

### 29 augustus
- Medardo Joseph Mazombwe (81), Zambiaans kardinaal[66]
- Martin Veerman (59), Nederlands muzikant[67]

### 30 augustus
- William C. Campbell (90), Amerikaans golfspeler[68]
- Seamus Heaney (74), Iers dichter[69]
- Soledad Mexia (114), Mexicaans-Amerikaans supereeuwelinge[70]

### 31 augustus
- David Frost (74), Brits journalist[71]

1900 ·
1901 ·
1902 ·
1903 ·
1904 ·
1905 ·
1906 ·
1907 ·
1908 ·
1909 ·
1910 ·
1911 ·
1912 ·
1913 ·
1914 ·
1915 ·
1916 ·
1917 ·
1918 ·
1919 ·
1920 ·
1921 ·
1922 ·
1923 ·
1924 ·
1925 ·
1926 ·
1927 ·
1928 ·
1929 ·
1930 ·
1931 ·
1932 ·
1933 ·
1934 ·
1935 ·
1936 ·
1937 ·
1938 ·
1939 ·
1940 ·
1941 ·
1942 ·
1943 ·
1944 ·
1945 ·
1946 ·
1947 ·
1948 ·
1949 ·
1950 ·
1951 ·
1952 ·
1953 ·
1954 ·
1955 ·
1956 ·
1957 ·
1958 ·
1959 ·
1960 ·
1961 ·
1962 ·
1963 ·
1964 ·
1965 ·
1966 ·
1967 ·
1968 ·
1969 ·
1970 ·
1971 ·
1972 ·
1973 ·
1974 ·
1975 ·
1976 ·
1977 ·
1978 ·
1979 ·
1980 ·
1981 ·
1982 ·
1983 ·
1984 ·
1985 ·
1986 ·
1987 ·
1988 ·
1989 ·
1990 ·
1991 ·
1992 ·
1993 ·
1994 ·
1995 ·
1996 ·
1997 ·
1998 ·
1999 ·
2000 ·
2001 ·
2002 ·
2003 ·
2004 ·
2005 ·
2006 ·
2007 ·
2008 ·
2009 ·
2010 ·
2011 ·
2012 ·
2013 ·
2014 ·
2015 ·
2016 ·
2017 ·
2018 ·
2019 ·
2020 ·
2021 ·
2022 ·
2023 ·
2024 ·
2025